# 1813 год в театре

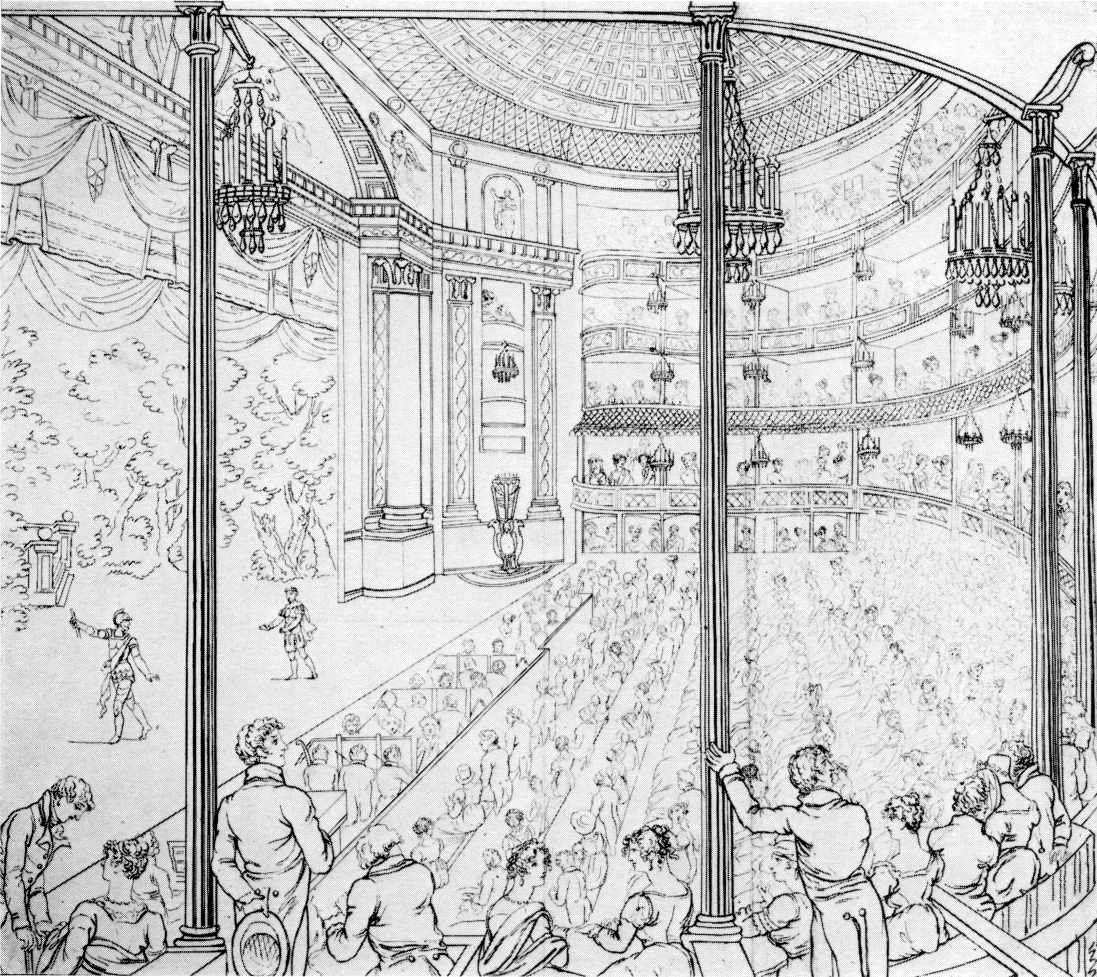
В театре «Друри-Лейн». Лондон, 1813

1813 год в театре

## События
- Во Франции, не считая Париж, насчитывается 128 стационарных театров: в Лионе и Руане их было по два, в Брюсселе и Марселе — по три, а в процветающем Бордо — целых четыре.
- 13 октября — в Рио-де-Жанейро открылся Королевский театр Сан-Жуан[англ.].

### Постановки
- В Лондоне состоялась премьера балета Шарля Дидло на музыку Антуана Венюа «Венгерская хижина».
- 6 февраля — в Венеции на сцене театра «Ла Фениче» состоялась премьера оперы Джоаккино Россини на либретто Гаэтано Росси «Танкред».
- 19 апреля — в Карлсруэ состоялась премьера оперы Франца Данци «Горный дух, или Судьба и верность»
- 19 апреля — в Штутгарте состоялась премьера оперы Конрадина Крейцера «Ныряльщик» (Der Taucher).
- 22 мая — в Венеции, на сцене театра «Сан-Бенедетто» состоялась премьера оперы Джоаккино Россини на либретто Анджело Анелли «Итальянка в Алжире».
- 23 ноября — в Париже, на сцене театра на улице Ришельё состоялась премьера балета хореографа Луи Милона «Нина, или Сумасшедшая от любви». Главную партию исполнила балерина Эмилия Биготтини.

## Деятели театра

### Родились
- 20 июня, Марсель — французский поэт и драматург Жозеф Отран.

### Скончались
- 9 мая, Париж — французская актриса Луиза Конта, первая исполнительница роли Сюзанны в «Женитьбе Фигаро» Бомарше.
- 24 сентября, Монморанси — французский композитор Андре Гретри.